# جوشیروان
جوشیروان، روستایی از توابع بخش مرکزی شهرستان خنداب در استان مرکزی ایران است. این روستا از شمال به روستای دهنو و از جنوب به روستاهای حسین آباد و عباس آباد منتهی میشود. این روستا در اواخر جنگ تحمیلی به برق سراسری متصل شده و راه های ورودی و خروجی از آن آسفالت شد. زبان اکثریت مردم روستا ترکی می باشد. شغل اکثریت ساکنان این روستا کشاورزی از نوع باغداری بوده و دامداری نیز در این روستا رایج است. رودخانه قره چای از دل این روستا عبور کرده و دو سمت روستا بوسیله پل فلزی به یکدیگر متصل شده اند. برداشت سنگین و غیر اصولی آب های زیر زمینی برای استفاده های کشاورزی و مهم تر از آن مکیدن جوهره زمین توسط تأسیسات آب سنگین اراک که در ۱۰ کیلومتری بالا دست روستا قرار دارد موجب کاهش وحشتناک آب طی سال های اخیر شده است، به گونه ای که در برخی مناطق طی حدود ۳۰ سال گذشته بیش از ۵۰ متر کاهش سطح آب های زیرزمینی گزارش شده است. علاوه بر این به دلیل عدم آگاه سازی کشاورزان از ضرر و زیان های سموم کشاورزی به خصوص برای منابع آب زیر زمینی یکی از بزرگترین مشکلات این روستا نیتراته شدن آب های زیر زمینی و غیر قابل استفاده شدن آن برای مصارف انسانی شده است‌‌.  در سال های نه چندان دور کار در کوره های آجرپزی  یکی از شغل های اصلی اهالی این روستا بوده است.انگور، کشمش، جارو و گندم از محصولات اصلی این روستا به شمار میرود.

## جمعیت
این روستا در شهرستان خنداب قرار دارد و براساس سرشماری مرکز آمار ایران در سال ۱۳۸۵، جمعیت آن ۱٬۱۷۶ نفر (۲۵۲خانوار) بوده‌است.